# Jiří Rusnok
Jiří Rusnok (Vitkovice, 1960. október 16. –) cseh politikus, közgazdász, a Cseh Köztársaság miniszterelnöke 2013 és 2014 között.

## Életrajza
Vitkovicén született 1960-ban, majd Prágában, a Közgazdaságtudományi Egyetemen szerzett diplomát. A rendszerváltás után találkozott Miloš Zemannal, s az ő hatására lépett be a Cseh Szociáldemokrata Pártba. Kormányfővé való kinevezése előtt több kabinet tagja volt, majd az ING-nél töltötte be a nyugdíjalapjának igazgatói posztját, 2010-ben a Cseh és Morva Szakszervezetek Konföderációja nevű szakszervezet elnökének, Zeman jó barátjának, Jaroslav Zavadilnak a gazdasági tanácsadója lett. 2012-ben pedig az államfőválasztáson segítette Zemant.

### Miniszterelnöksége
Miután elődje, Petr Nečas a személyét és kormányát érintő korrupciós és magánéleti botrányok miatt 2013. június 17-én lemondott tisztségéről, Zeman köztársasági elnök kijelentette, hogy a maga részéről egy szakértői kormány kinevezését véli az adott helyzet legjobb lezárásának. Ennek megfelelően 2013. június 25-én kinevezte Rusnokot, a szociáldemokrata közgazdász-politikust, aki közeli munkatársa is, ráadásul egykori kormányában pénzügyminiszter volt.
2013. augusztus 7-én a cseh parlament alsóháza nem szavazott bizalmat a Rusnok vezette kabinetnek, ezért bejelentette, hogy rövid időn belül le fog mondani. A 200 fős alsóház 193 tagja szavazott, s 100 voks érkezett a kormány ellenében. A megbukott kormányfő a szavazást "tisztességes vereségnek" titulálta. 2013. augusztus 13-án átadta Zemannak a lemondást tartalmazó okmányt. Kabinetje októberig maradhat hivatalban ügyvivő kormányként.